# Крамер, Габриэль
Габриэ́ль Кра́мер (нем. Gabriel Cramer, 31 июля 1704, Женева, Швейцария — 4 января 1752, Баньоль-сюр-Сез, Франция) — швейцарский математик, ученик и друг Иоганна Бернулли, один из создателей линейной алгебры.

## Биография
Крамер родился в семье франкоязычного врача. С раннего возраста показал большие способности в области математики. В 18 лет защитил диссертацию. В 20-летнем возрасте Крамер выставил свою кандидатуру на вакантную должность преподавателя на кафедре философии Женевского университета. Кандидатур было три, все произвели хорошее впечатление, и магистрат принял соломоново решение: учредить отдельную кафедру математики и направить туда (на одну ставку) двух «лишних», включая Крамера, с правом путешествовать по очереди за свой счёт.
1727: Крамер воспользовался этим правом и 2 года путешествовал по Европе, заодно перенимая опыт у ведущих математиков — Иоганна Бернулли и Эйлера в Базеле, Галлея и де Муавра в Лондоне, Мопертюи и Клеро в Париже и других. По возвращении он вступает с ними в переписку, продолжавшуюся всю его недолгую жизнь.
1728: Крамер находит решение Санкт-Петербургского парадокса, близкое к тому, которое 10 годами спустя публикует Даниил Бернулли.
1729: Крамер возвращается в Женеву и возобновляет преподавательскую работу. Он участвует в конкурсе, объявленном Парижской Академией, задание в котором: есть ли связь между эллипсоидной формой большинства планет и смещением их афелиев? Работа Крамера занимает второе место (первый приз получил Иоганн Бернулли).
В свободное от преподавания время Крамер пишет многочисленные статьи на самые разные темы: геометрия, история математики, философия, приложения теории вероятностей. Крамер также публикует труд по небесной механике (1730) и комментарий к ньютоновской классификации кривых третьего порядка (1746).
Около 1740 года Иоганн Бернулли поручает Крамеру хлопоты по изданию сборника собрания своих трудов. В 1742 году Крамер публикует сборник в 4 томах, а вскоре (1744) выпускает аналогичный (посмертный) сборник работ Якоба Бернулли и двухтомник переписки Лейбница с Иоганном Бернулли. Все эти издания имели огромный резонанс в научном мире.
1747: второе путешествие в Париж, знакомство с Даламбером.
1751: Крамер получает серьёзную травму после дорожного инцидента с каретой. Доктор рекомендует ему отдохнуть на французском курорте, но там его состояние ухудшается, и 4 января 1752 года Крамер умирает.

## «Введение в анализ алгебраических кривых»
Самая известная из работ Крамера — изданный незадолго до кончины трактат «Введение в анализ алгебраических кривых», опубликованный на французском языке («Introduction à l’analyse des lignes courbes algébraique», 1750 год). В нём впервые доказывается, что алгебраическая кривая n-го порядка в общем случае полностью определена, если заданы её n(n + 3)/2 точек. Для доказательства Крамер строит систему линейных уравнений и решает её с помощью алгоритма, названного позже его именем: метод Крамера.
Крамер рассмотрел систему произвольного количества линейных уравнений с квадратной матрицей. Решение системы он представил в виде столбца дробей с общим знаменателем — определителем матрицы. Термина «определитель» (детерминант) тогда ещё не существовало (его ввёл Гаусс в 1801 году), но Крамер дал точный алгоритм его вычисления: алгебраическая сумма всевозможных произведений элементов матрицы, по одному из каждой строки и каждого столбца. Знак слагаемого в этой сумме, по Крамеру, зависит от числа инверсий соответствующей подстановки индексов: плюс, если чётное. Что касается числителей в столбце решений, то они подсчитываются аналогично: n-й числитель есть определитель матрицы, полученной заменой n-го столбца исходной матрицы на столбец свободных членов.
Методы Крамера сразу же получили дальнейшее развитие в трудах Безу, Вандермонда и Кэли, которые и завершили создание основ линейной алгебры. Теория  определителей быстро нашла множество приложений в астрономии и механике (вековое уравнение), при решении алгебраических систем, исследовании форм и т. д.
Крамер провёл классификацию алгебраических кривых до пятого порядка включительно. Любопытно, что во всём своём содержательном исследовании кривых Крамер нигде не использует математический анализ, хотя он, бесспорно, владел этими методами.